# 5-tert-ブチル-m-キシレン
5-tert-ブチル-m-キシレン（5-ターシャリー-ブチル-メタキシレン、英: 5-tert-Butyl-m-xylene）は、化学式C12H18で表される化合物である。

## 用途
有機合成化学の原料となる。本物質を塩化アセチルでアセチル化させたのち、硝酸と硫酸の混酸でニトロ化すると、合成ムスク系香料のムスクケトンが得られる

## 安全性
日本の消防法では、危険物第4類第3石油類（非水溶性）に区分される。